# Première Bible de Charles le Chauve
La Première Bible de Charles le Chauve (Paris, Bibliothèque nationale de France, MS lat. 1) est un manuscrit du IXe siècle de la Bible abondamment enluminé. Elle est aussi connue comme la Bible du comte Vivien ou la Bible Vivien. 

## Historique
Elle a sans doute été composée en 845-846 au scriptorium de l’Abbaye Saint-Martin de Tours, à l'initiative de Vivien de Tours, comte de la ville et abbé laïc de l'abbaye (844-851), pour Charles le Chauve. Trois poèmes dédiés à Charles le Chauve accompagnent le texte, et le dernier fait mention du privilège d'immunité que l'empereur a confirmé à l'abbaye en 845. Ce même poème explique en outre la scène de dédicace qui le suit immédiatement, et qui est la première scène de ce genre dans l'art occidental. 
Le souverain l'a probablement fait déposer à la Cathédrale de Metz en 869, lorsqu'il y a été couronné roi de Lotharingie. 
En 1675, elle rejoint la collection de livres rares du ministre Jean-Baptiste Colbert à la suite d'un don des chanoines de la cathédrale contre un crucifix d'argent d'après une note d'Étienne Baluze. Elle est acquise en 1732 par la Bibliothèque Royale (Ms. Lat. 1) ainsi que tous les manuscrits de sa bibliothèque.
Ce manuscrit est exposé entre 1852 et 1872 au Musée des souverains.

## Description
Le manuscrit comprend l'ensemble de l'Ancien et du Nouveau Testament. Le texte utilisé est la traduction de saint Jérôme appelée Vulgate. On trouve aussi les préfaces de saint Jérôme.
Matériellement, l'objet se présente comme un codex de grand format (495 ×345 mm) de 423 folios de parchemin, qui contient une bible complète en latin, avec huit enluminures en pleine-page, quatre retables et 87 lettrines enluminées. Le texte est écrit en minuscule caroline sur deux colonnes, et les titres et les poèmes qui accompagnent le texte sont écrits en rustique rouge et or. Certaines enluminures sont peintes sur fond pourpré, ce qui est un signe de luxe. 

### Iconographie
Les huit enluminures en pleine page représentent la vie de saint Jérôme (fol. 3v), la Genèse (fol. 10v), l'Exode (fol. 27v), les Psaumes avec le roi David (fol. 215 v), le Christ en majesté (fol. 329v), la conversion de saint Paul (fol. 386v), l'Apocalypse (fol. 415v) et la dédicace du manuscrit à Charles le Chauve par Vivien (fol. 423r). 
L'enluminure du Christ en majesté le montre inscrit dans un losange dont les pointes sont occupées par les quatre grands prophètes qui sont Daniel, Isaïe, Ézéchiel, et Jérémie. Ils symbolisent l'Ancien Testament. La représentation des quatre évangélistes, Matthieu, Marc, Luc et Jean, entoure ce losange. Placés à l'intérieur de celui-ci, les quatre animaux du Tétramorphe font le lien entre l'Ancien et le Nouveau Testament. 
La scène de dédicace du manuscrit à Charles le Chauve est la plus ancienne représentation de ce type de cérémonie en Occident . Charles est représenté sous la forme d'un géant assis sur un trône monumental d'or et d'argent, paré des insignes royaux, tourné vers les trois clercs qui lui présentent l'ouvrage. Le dais qui couvre le trône est surmonté de la main de Dieu, surgissant des nuées, projetant des rayons dorés en signe d'élection divine comme sur la représentation du Psautier de Charles le Chauve.
Il s'agit de la première représentation d'un souverain dans un ouvrage religieux de l'art occidental.

Bible de Vivien, BnF Ms. Lat. 1, fol. 239v.jpg
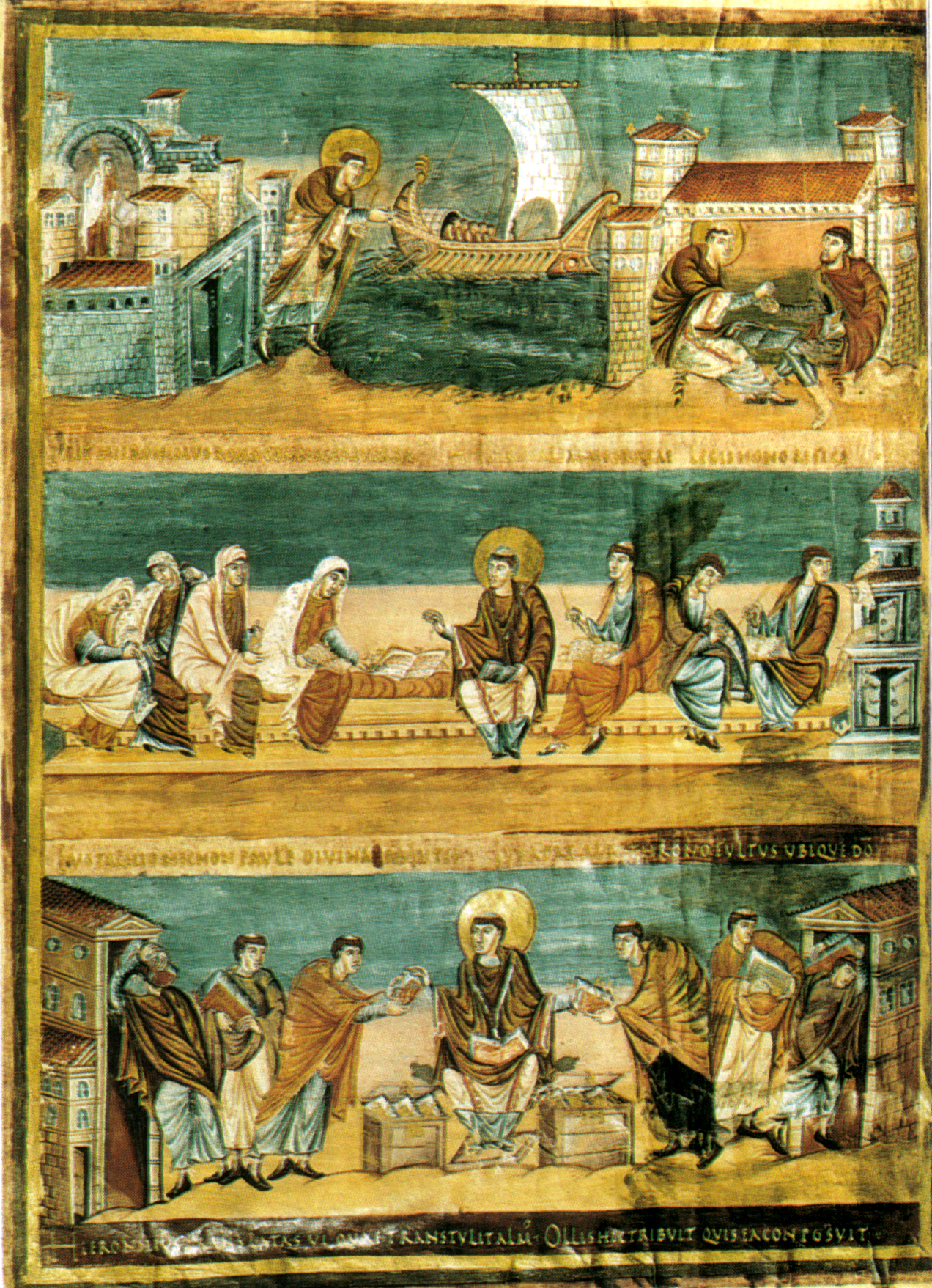
Folio 3v : saint Jérôme traduit la Bible et en donne des exemplaires.
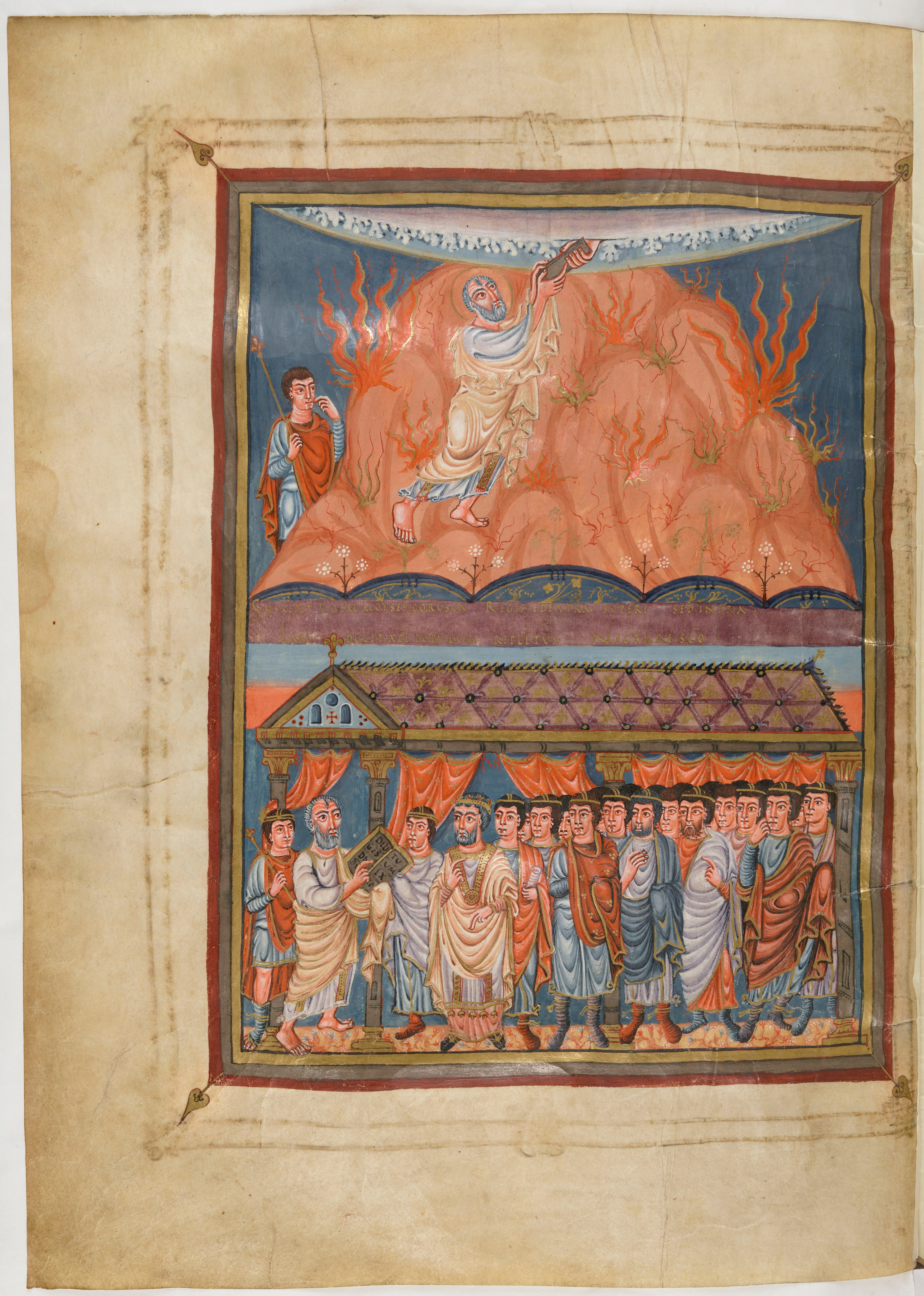
Folio 27v : Exode, Moïse reçoit les Dix commandements devant le buisson ardent et les transmet au peuple juif
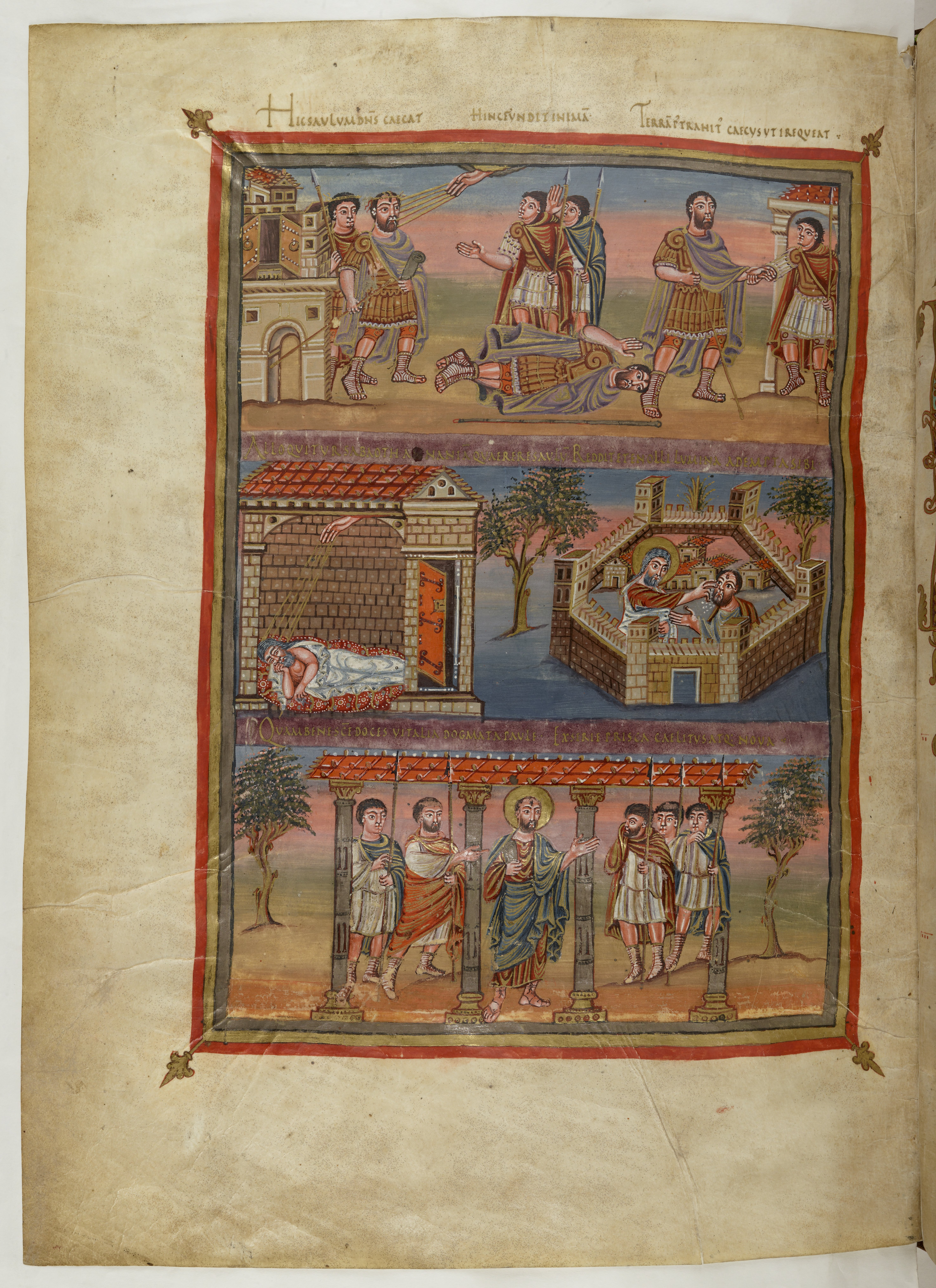
Folio 386v : Épître aux Romains, conversion de saint Paul
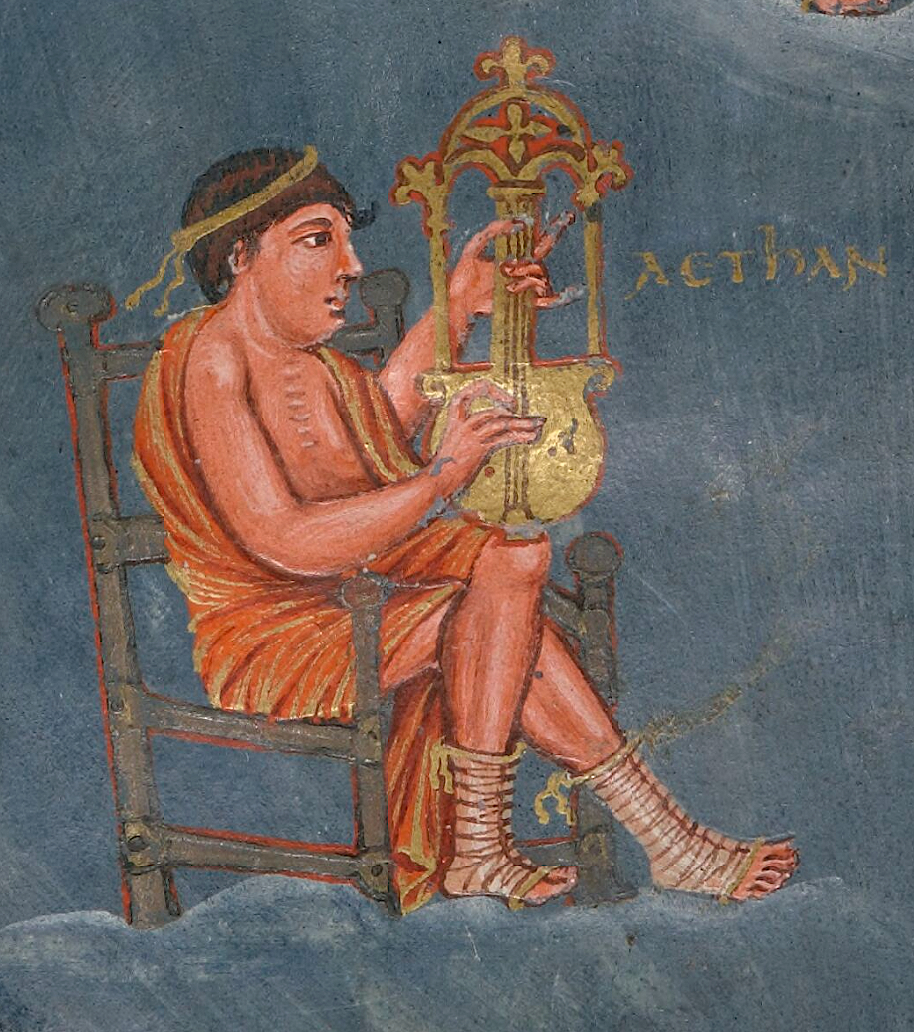
Folio 215v : Psaumes, joueur de luth
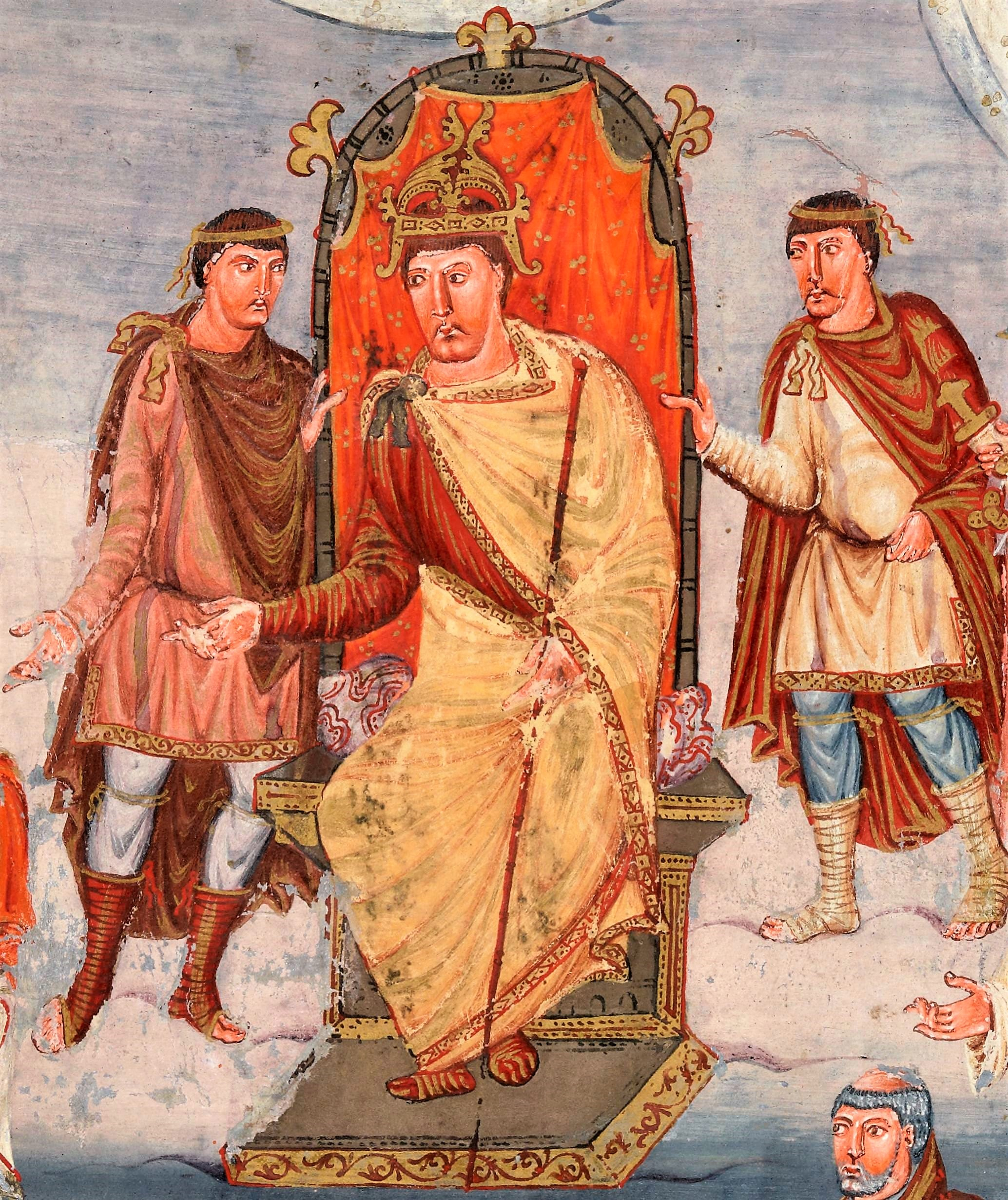
Folio 423r détail : Le comte Vivien offre le manuscrit de la Bible faite à l'abbaye de Saint-Martin de Tours à Charles le Chauve
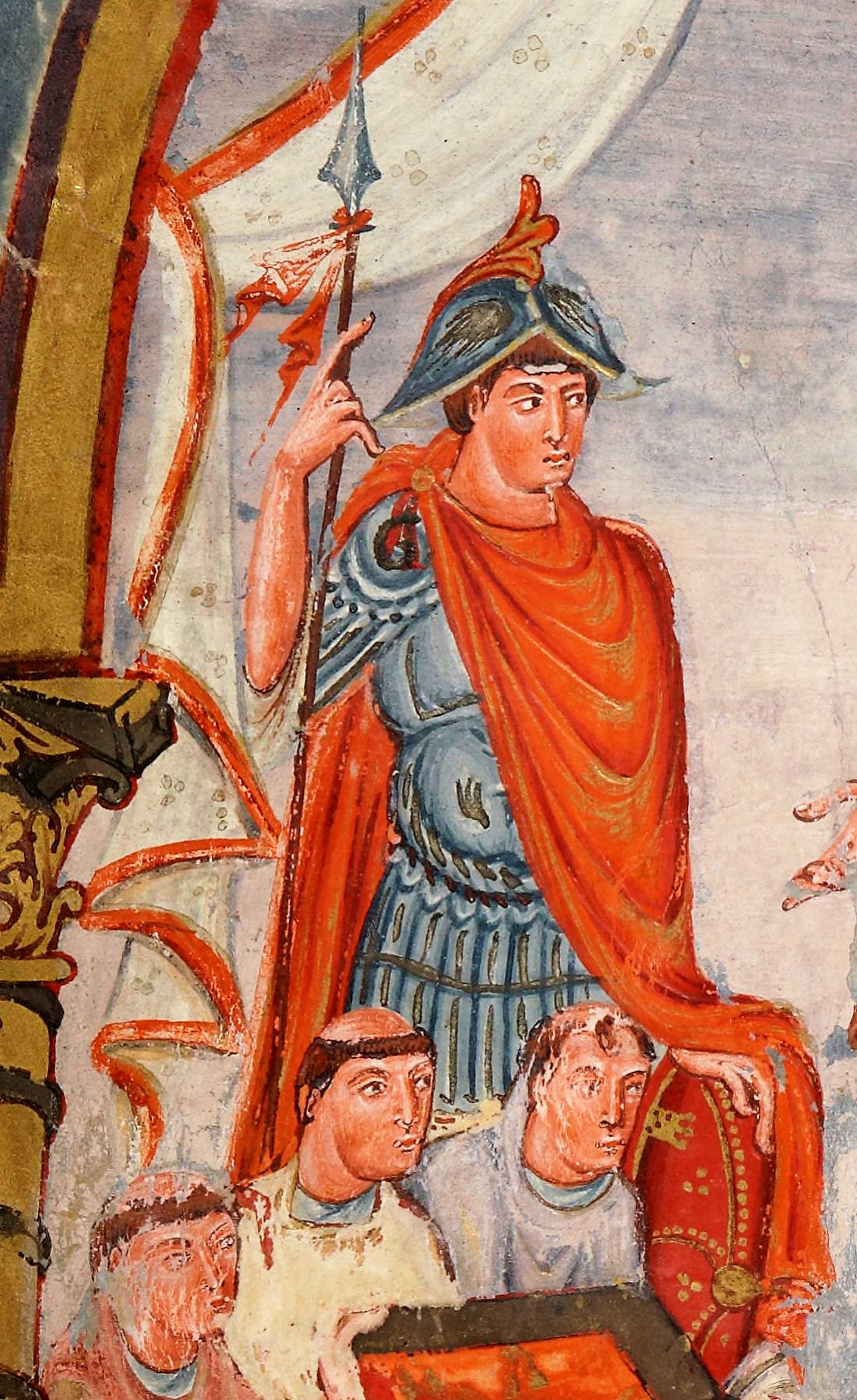
Folio 423r détail : soldat carolingien
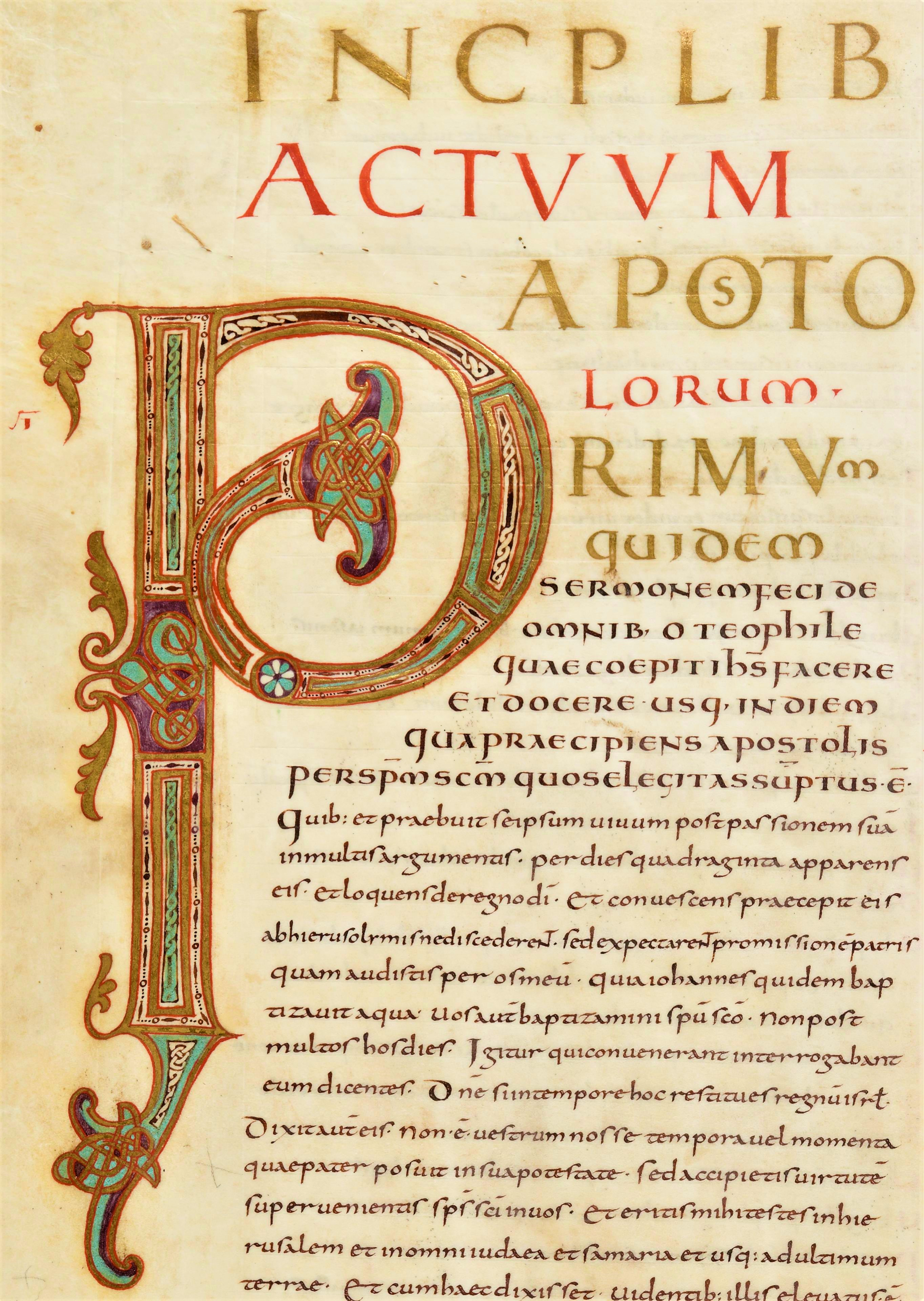
Folio 367v : Actes des Apôtres, lettrine

### Influences et originalité
Copiée et décorée à Tours, la Première Bible de Charles le Chauve hérite du style artistique propre à ce scriptorium. L'image du Christ en majesté est inspirée par celle de la Bible de Moutier-Grandval, produite à Tours quelques années plus tôt. Sur cette même image, les portraits des évangélistes mêlent la tradition propre de Tours, telle qu'exprimée dans les Évangiles de Lothaire par exemple, à des influences venues du scriptorium de Reims, reconnaissables notamment dans le travail du pli des vêtements.
On distingue trois mains dans la décoration de ce manuscrit. L'une d'entre elles, dite « Maître C. » ou « le Rémois », réalise la synthèse des différents apports, tout en développant son originalité dans la mise en page des enluminures, en particulier celle de la vie de saint Jérôme, présentée sur trois registres, et celle de la scène de dédicace.

## Sources
- Cet article est partiellement ou en totalité issu de l'article intitulé « Bible de Charles le Chauve » (voir la liste des auteurs).